# Estación Agrarios
Estación Agrarios är en ort i Mexiko.   Den ligger i kommunen Tampico Alto och delstaten Veracruz, i den östra delen av landet, 300 km norr om huvudstaden Mexico City. Estación Agrarios ligger 28 meter över havet och antalet invånare är 102.
Terrängen runt Estación Agrarios är platt. Runt Estación Agrarios är det glesbefolkat, med 20 invånare per kvadratkilometer. Närmaste större samhälle är Vega de Otates, 13,9 km väster om Estación Agrarios. Trakten runt Estación Agrarios består till största delen av jordbruksmark.